# Julgranskula

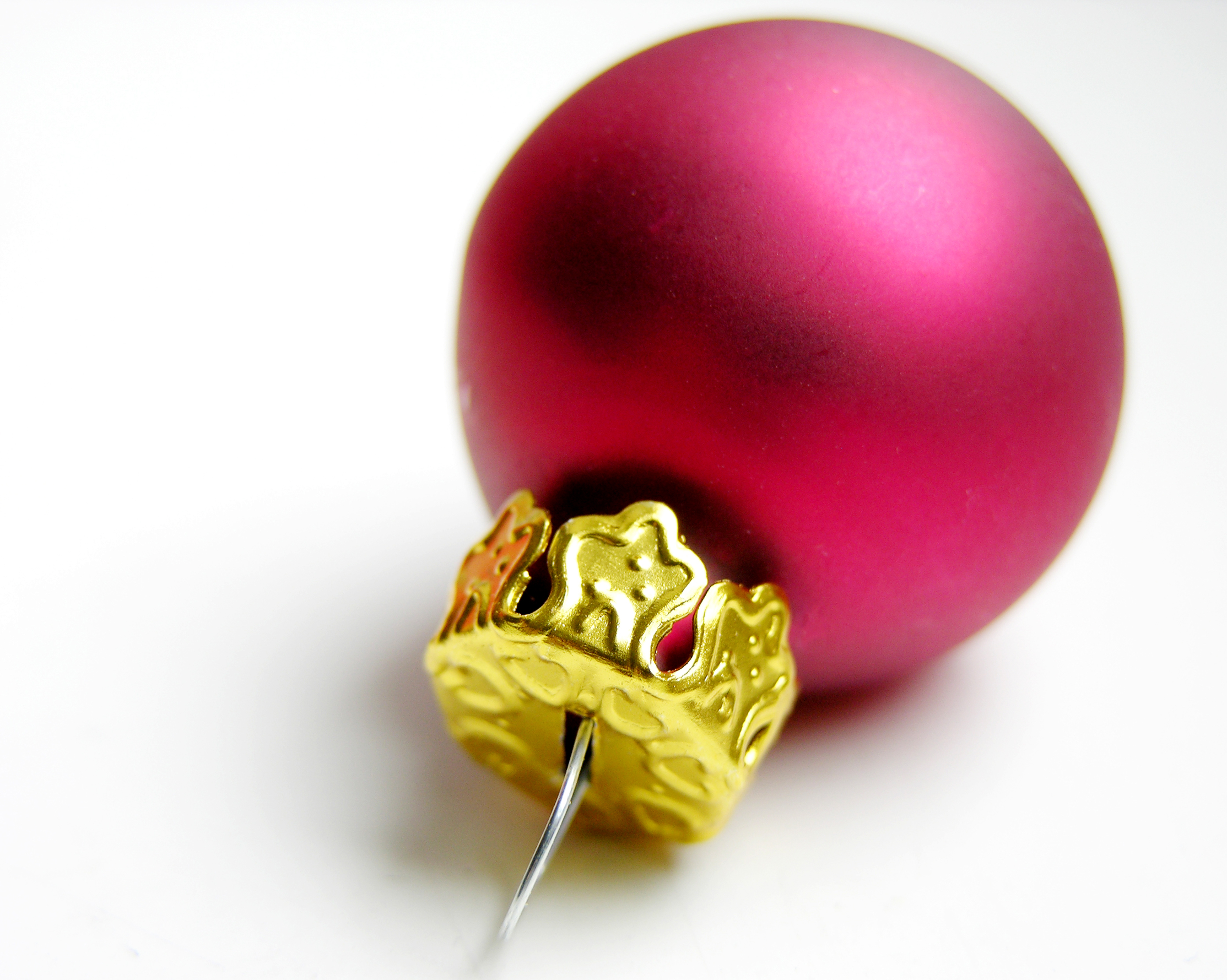

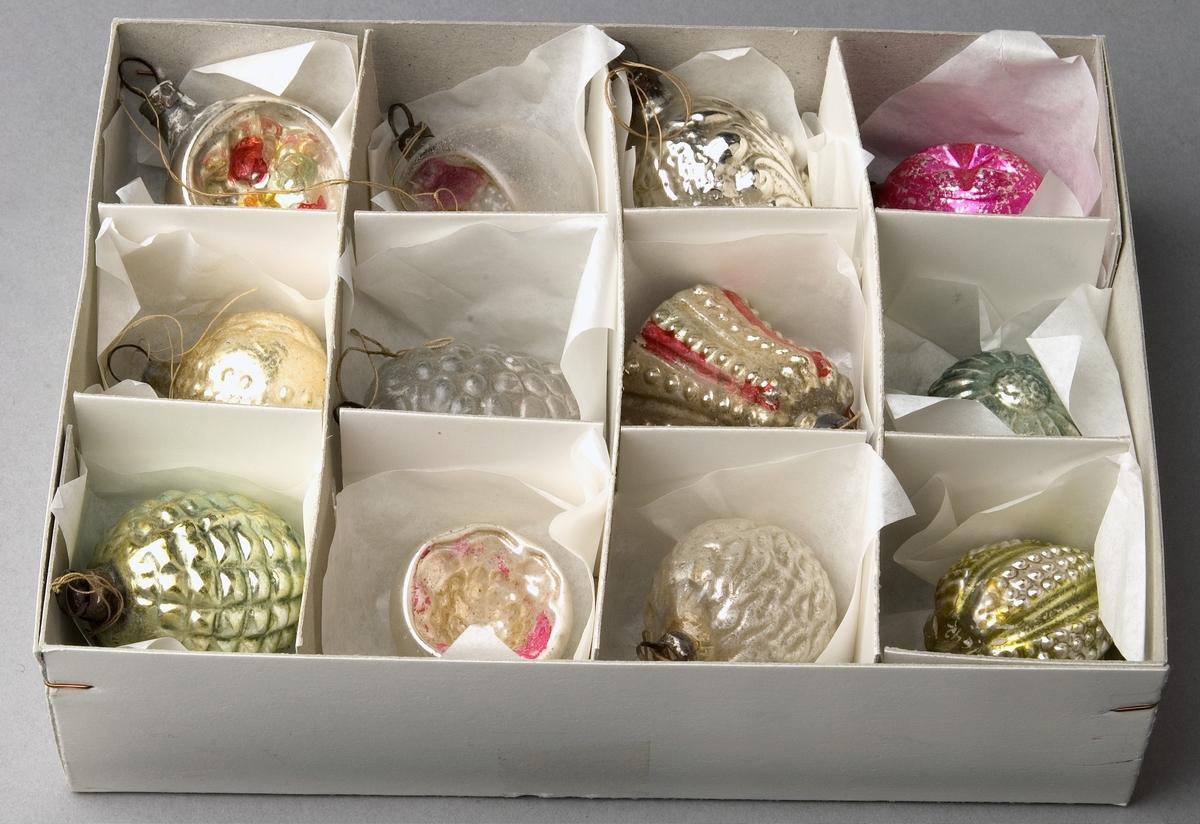
En låda med julgranskulor från 1930-talet, blåsta av glas i olika former: kulor, nötter, halvsfärer, o.s.v. med dekor i olika färger. Från Skansens samlingar.

En julgranskula är en kula av glas eller plast som hängs i julgranen som dekoration. Julgranskulorna, liksom själva julgranen, uppkom i Tyskland. Det finns belägg från 1840-talet. Till en början dekorerades julgranarna med äpplen och i staden Lauscha i Thüringen började Hans Greiner tillverka olika typer av julgransdekorationer som blev populära. Snart började produktionen av julgranskulor av glas (1847) som till en början avbildade frukter och nötter. Modet spred sig till Västeuropa och under senare delen av 1800-talet hade det nått USA. Tyskland och Lauscha dominerade julgranskulebranschen fram till dess DDR-regimen förstatligade verksamheten.
Till Sverige kom julgranskulorna under 1860-talet. I Norrbotten och till viss del i Västerbotten, svenska Lappland och Ångermanland används det dialektala ordet pumla eller pomla i betydelsen julgranskula.